# イボクサ
イボクサ（疣草、Murdannia keisak）は、ツユクサ科イボクサ属の一年生植物。東アジアの湿地に生える雑草で、水田では畦によく出現する。
葉の汁をつけると疣（イボ）が取れるといわれて名付けられた。

## 形態・生態
ツユクサを小型で細くしたような植物で、茎は横に這い、枝分かれする。節ごとに葉がつき、根もしばしば出る。葉は基部が葉鞘になり、先端の葉は線状楕円形。
花は葉腋や茎頂に1-数個つく。淡紫色～淡紅色の3枚の花弁が目だち、数時間でしぼむ。完全雄しべ3本、仮雄しべ3本で、果実は蒴果。

## 分布
日本では本州～琉球に分布する。および中国、朝鮮に分布し、北アメリカ東部にも侵入している。

## イボクサ属
イボクサ属（イボクサぞく、学名: Murdannia）は、ツユクサ科の属の一つ。アジア、アフリカ、南アメリカに約60種が知られ、インドや南アメリカでは2010年代後半にも次々と新種が見つかっている。
ツユクサ科の中では、完全雄しべが2-3本、3裂あるいは矢じり型の葯をもつ仮雄しべが3本あることが特徴で、特に3本の仮雄しべが花弁に対してつくのはイボクサ属及びごく近年のアンテリコプシス属のみである。
熱帯の開けた土地や林床に見られることが多いが、イボクサのように湿地や水辺に適応したものもある。
属名のMurdannia はインドのサハーランプルの植物園に務め、ジョン・フォーブスのために植物収集を行ったマルダン＝アリーへの献名である。著作は残っていないが、ファルコナー、ロイル、エッジワースといった著名な植物学者の下で訓練を受けていた。
- ヒロハイボクサ Murdannia edulis (Stokes) Faden - イボクサ属のタイプ種。インド・中国南部～東南アジアに産する。
- イボクサ Murdannia keisak (Hassk.) Hand.-Mazz.
- シマイボクサ Murdannia loriformis (Hassk.) R.Rao et Kammathy - 日本では九州南部以南に分布し、海外では東南アジアに広く分布する。ロゼットを形成し、匍匐茎の先端に花が多数並ぶ蠍型花序をつける。
- アレチイボクサ Murdannia nudiflora (L.) Brenan - インド・中国～東南アジアに広く分布する。日本では福岡県で定着している。
- ハナイボクサ Murdannia spirata (L.) Brückn. - インド・中国南部～東南アジアに産する。
- Murdannia japonica (Thunb.) Faden - インド・中国南部～東南アジアに産する。名前に反し、日本には分布しない。

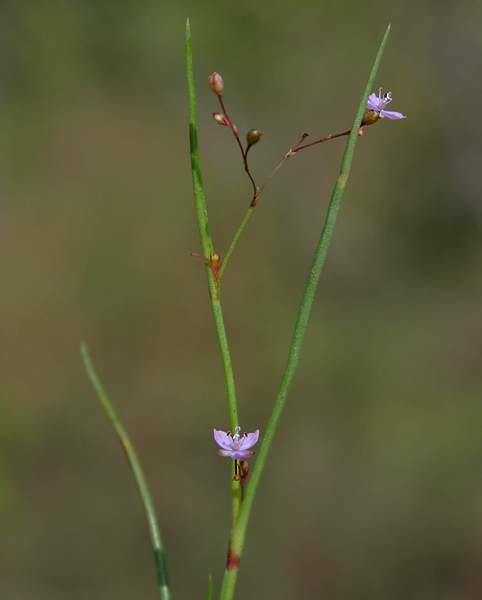
ヒロハイボクサ Murdannia edulis
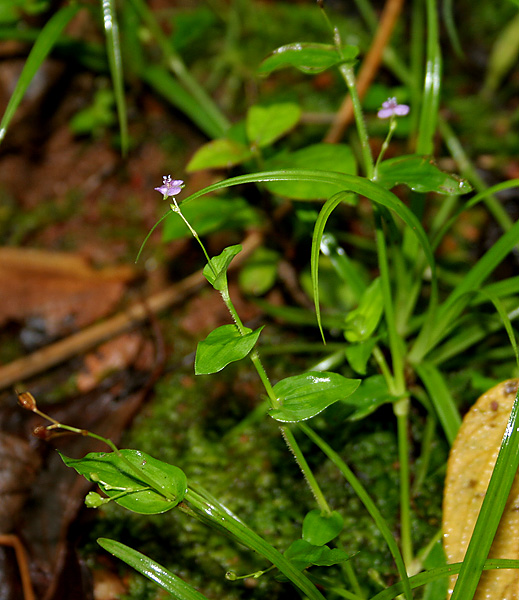
ハナイボクサ Murdannia spirata